# Nordmannen

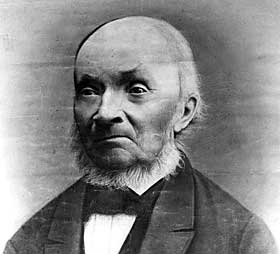
Ivaar Aasen

Nordmannen («El noruec») també conegut com a Mellom bakkar og berg («Entre turons i muntanyes») és un poema escrit per Ivar Aasen publicat inicialment l’any 1863 a Symra i en tres versions subsegüents (1867, 1867, 1868) fins a la definitiva l’any 1875.
És un dels poemes més famosos de la història literària noruega i s'ha publicat en centenars de llibres de cançons.
Part del poema va figurar imprès als permisos de conduir noruecs des del 1998 fins al primer de juliol de 2007.

## El poema en versió original
Versió definitiva, publicada a 1875:
Millom Bakkar og Berg ut med Havet 

heve Nordmannen fenget sin Heim,

der han sjølv heve Tufterna gravet

og sett sjølv sine Hus uppaa deim.

Han saag ut på dei steinutte Strender;

det var ingen, som der hadde bygt.

”Lat oss rydja og byggja oss Grender,

og so eiga me Rudningen trygt.”

Han saag ut paa det baarutte Havet;

der var ruskutt aa leggja ut paa;

men der leikade Fisk ned i Kavet,

og den Leiken den vilde han sjaa.

Fram paa Vetteren stundom han tenkte:

Giv eg var i eit varmare Land!

Men naar Vaarsol i Bakkarne blenkte,

fekk han Hug til si heimlege Strand.

Og naar Liderna grønka som Hagar,

naar det laver av Blomar på Straa,

og naar Næter er ljosa som Dagar,

kann han ingenstad vænare sjaa.

## Traducció al català
Entre turons i muntanyes al costat del mar

el noruec hi ha trobat la seva llar

allà hi ha construït ell mateix els fonaments

i construït les seves cases al damunt

Mirà a les platges pedregoses

Allà on ningú abans hi havia construït

«Netegem el terreny i construïm llogarets

i llavors serem amos de la nostra terra»

Va mirar al mar agitat

seria perillós navegar-hi

però hi havia peixos jugant a l'aigua

i ell volia veure-ho

A l'hivern a vegades pensava

«Tan de bo ser en un país més càlid»

però quan el sol de primavera brillava en els turons

se sentia atret per la seva terra natal

I quan els camps es tornen verds com els jardins

Quan hi ha flors a cada tija

I quan les nits són tan brillants com els dies

no pot trobar cap lloc més bonic a la Terra